# 严镜海
严镜海（James Yimm Lee，1920年—1972年），是美国武术先驱、教师、作家和出版商。严镜海因為是李小龙後期的老師和朋友而知名。

## 簡歷
严镜海1920年1月31日出生在美國加利福尼亚州奥克兰市。他是一名职业焊工和美国陆军退伍军人。
严镜海是李小龙三位经过个人认证的三级教练之一，并在奥克兰共同创办了振藩国术馆，在李小龙缺席的情况下教授学员功夫。
1964年，經由严镜海奔走推荐给美国加州长堤国际空手道锦标赛（Long Beach International Karate Championships）的举办者艾德·帕克（Ed Parker），李小龙才有机会去表演。
严镜海因擅長铁砂掌而闻名，并且会在表演活动中经常打破砖块。他是1957年第一个在美国出版铁砂掌书的人。
严镜海是李小龙和黄泽民之间斗争的目击证人之一。

## 书籍
严镜海是一位着名的作家，也是最早在美国出版英语武侠书籍的人之一。他还帮助李小龙出版了他的第一本书《中国功夫：自卫的哲学艺术》。严镜海出版的书籍包括：《现代功夫空手道：铁砂掌训练，第1册（100天破砖）》、《咏春功夫》和《东方秘密战斗艺术》。

## 个人生活
他的妻子凯瑟琳于1964年去世。
杰西·格洛弗在1959年与李小龙会面之前，曾在严镜海的引介下被投入中国功夫。

## 逝世
严镜海于1972年12月去世，享年52岁。死因為焊接烟雾引起的肺癌。